# Tinea metathyris
Tinea metathyris is een vlinder uit de familie van de echte motten (Tineidae). De wetenschappelijke naam van de soort werd in 1935 gepubliceerd door Edward Meyrick. De soort werd beschreven van het eiland Taiwan.